# Погорілка (Шадрінський район)
Погорі́лка (рос. Погорелка) — село у складі Шадрінського району Курганської області, Росія. Адміністративний центр та єдиний населений пункт Погорільської сільської ради.
Населення — 2649 осіб (2017, 2467 у 2010, 2452 у 2002).
Національний склад станом на 2002 рік: росіяни — 97 %.
У радянські часи існувало 2 населених пункти — Велика Погорілка та Мала Погорілка.